# André Comte-Sponville
André Comte-Sponville (n. 12 martie 1952, Paris, Franța) este un filozof francez. A fost până în 1998 profesor la Sorbona și astăzi lucrează ca scriitor. Este membru în Comité consultatif national d'éthique din martie 2008.

## Traduceri în limba română
- Cea mai frumoasa istorie a fericirii, Editura Art, 2007, ISBN 9789731242002